# Salsbury
Salsbury was een Amerikaans merk van kleine scooters.
De volledige bedrijfsnaam luidde: Salsbury Motor Glide Company, later Salsbury Corporation en Salsbury Motors Inc.. Het bedrijf was van 1935 tot en met 1949 actief in Oakland (Californië) en Pomona.
De Amerikaan E. Foster Salsbury bouwde zijn eerste scooters onder de naam Motor Glide in 1935. De naam veranderde echter al in 1936 in Salsbury. Het idee voor zijn scooter ontstond toen hij de beroemde pilote Amelia Earhart op een Motoped-scooter uit 1916 naar een hangar zag rijden.
Salsbury-scooters waren robuuste machientjes met een Johnson-zijklepmotor van 100 cc met geforceerde luchtkoeling. Later werden ook 147 cc Lauson-motoren gebruikt. Deze werden voorzien van de "Salsbury Self Shifting Transmission", een automaat met twee poelies die al veel weg had van de latere DAF-Variomatic.
Tijdens de Tweede Wereldoorlog ontwikkelde Salsbury windtunnels voor straaljagers. Dat resulteerde in een overname door AVION Inc., die haar naam direct wijzigde in Salsbury Motors Inc.
In 1946 werd het bedrijf eigendom van het vliegtuigconcern Northrop. De ervaring met windtunnels leidde in die tijd tot de Serie 85 met een 318 cc-motor. In 1949 konden de meeste Amerikanen een auto kopen en eindigde de Salsbury-productie.